# Passe du Chef menteur
Pour les articles homonymes, voir Chef menteur.

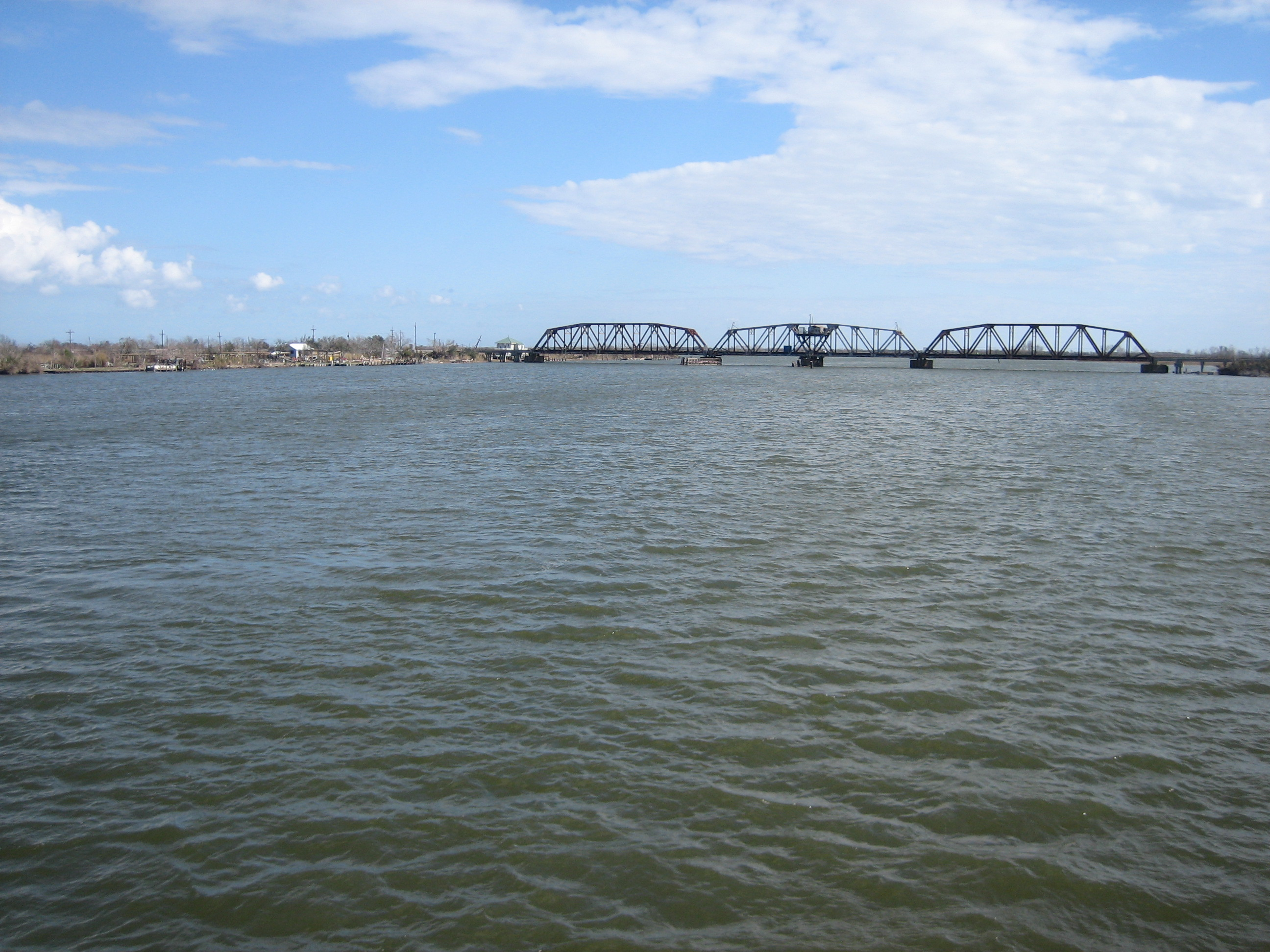
La passe du Chef menteur et le pont routier

La Passe du Chef menteur (en anglais : Chef Menteur Pass), est une étroite voie navigable naturelle située dans le détroit des Rigolets en Louisiane aux États-Unis. 
Cet étroit passage permet aux eaux saumâtres du lac Pontchartrain, du lac Sainte-Catherine et du lac Borgne de communiquer entre ces lacs.
Le lac Sainte-Catherine est situé à l'est de la passe du Chef menteur. 
À l'ouest de cette passe s'élèvent les Îles Vénetiennes.
Le trafic maritime, provenant du golfe du Mexique, remonte le détroit des Rigolets depuis le lac Borgne pour atteindre le lac Pontchartrain, la métropole de La Nouvelle-Orléans et le fleuve Mississippi.
La passe du Chef menteur est protégée par deux fortins, le fort Pike et les ruines du fort Macomb.
Deux ponts enjambent la passe du Chef menteur et le détroit des Rigolets, la route U.S. Route 90 passant sur le pont du Chef menteur et le pont du chemin de fer.
Après le passage de l'ouragan Katrina en août 2005, le pont routier fut fermé pendant une année.